# Liste der Staatsstraßen in Schwaben
Diese Liste der Staatsstraßen in Schwaben ist eine Auflistung der Staatsstraßen im zu Bayern gehörenden Regierungsbezirk Schwaben. Als Abkürzung für diese Staatsstraßen dient die Abkürzung St. Die weiteren bayerischen Staatsstraßen stehen auf den folgenden Seiten:
- Liste der Staatsstraßen in Mittelfranken
- Liste der Staatsstraßen in Niederbayern
- Liste der Staatsstraßen in Oberbayern
- Liste der Staatsstraßen in Oberfranken
- Liste der Staatsstraßen in der Oberpfalz
- Liste der Staatsstraßen in Unterfranken

Die Bundesautobahnen und Bundesstraßen werden gestalterisch hervorgehoben.

## Liste
Der Straßenverlauf wird in der Regel von Nord nach Süd und von West nach Ost angegeben.
| Nr.      | Verlauf |
| -------- | --- |
| St 320   | (L 320 in Baden-Württemberg) – Landesgrenze – Weißensberg-Hinter der Säge - Weißensberg-Schwatzen – Weißensberg-Lampertsweiler - in Weißensberg-Rothkreuz |
| St 1060  | (L 1060 in Baden-Württemberg) – Landesgrenze – |
| St 1082  | (L 1082 in Baden-Württemberg) – Landesgrenze – St 2025 – Bachhagel – Bachhagel-Burghagel – Landesgrenze – (L 1082 in Baden-Württemberg) |
| St 1168  | (L 1168 in Baden-Württemberg) – Landesgrenze – Günzburg-Riedhausen b. Günzburg – Günzburg-Oberes Riedwirtshaus – Günzburg-Mittelried - in Günzburg-Untere Riedwirtshaus |
| St 1171  | in Höchstädt a. d. Donau – St 2212 in Höchstädt a. d. Donau - in Höchstädt a. d. Donau (Seitenast, keine Verbindung zur L 1171 in Baden-Württemberg) |
| St 1260  | (L 260 in Baden-Württemberg) – Landesgrenze – Auwald - Staatsstraße ohne Anschluss an eine klassifizierte Straße – Landesgrenze – (L 260 in Baden-Württemberg) |
| St 1264  | (L 264 in Baden-Württemberg) – Landesgrenze – St 2031 in Kellmünz a. d. Iller |
| St 1299  | (jetzt St 1264) (L 299 in Baden-Württemberg) – Landesgrenze – St 2031 in Kellmünz a. d. Iller |
| St 1308  | (L 308 in Baden-Württemberg) – Landesgrenze – Altusried-Hettisried – Altusried-Schieten - St 2009 in Altusried-Kimratshofen |
| St 1318  | (L 318 in Baden-Württemberg) – Landesgrenze – Maierhöfen-Biesen - Maierhöfen-Hochstädt – Maierhöfen-Beeren – Maierhöfen-Anderhalbs – Maierhöfen-Linden - Maierhöfen-Vorholz - Maierhöfen-Happach - Maierhöfen – Maierhöfen-Reute - Maierhöfen-Riedholz - Maierhöfen-Obersteig - Maierhöfen-Untersteig - Grünenbach-Au - Grünenbach – St 2001 in Grünenbach-Laubenberg |
| St 2001  | ( in Vorarlberg, Österreich) – Staatsgrenze – St 2386 in Scheidegg-Neuhaus – Scheidegg-Halde - Weiler-Simmerberg-Siebers – Weiler-Simmerberg-Burgmühle – Weiler-Simmerberg-Hellers - Weiler-Simmerberg-Bremenried – Weiler-Simmerberg-Weiler i. Allgäu – Weiler-Simmerberg-Hammermühle – Weiler-Simmerberg-Moos – / in Röthenbach im Allgäu-Auers – in Röthenbach im Allgäu-Auers – St 2378 in Heimenkirch-Dreiheiligen – Röthenbach im Allgäu-Wigglis – Röthenbach im Allgäu-Egg - St 2378 in Röthenbach im Allgäu-Steinegaden – Röthenbach im Allgäu – Grünenbach-Schönau – St 1318 in Grünenbach-Laubenberg – St 2005 in Stiefenhofen-Harbatshofen – Grünenbach-Zwerenberg - Grünenbach-Ebratshofen – Grünenbach-Schüttentobel – Grünenbach-Bischlecht - St 2006 in Weitnau-Sibratshofen – in Weitnau-Seltmans |
| St 2002  | ( in Vorarlberg, Österreich) – Staatsgrenze – in Sigmarszell-Kinbach – Sigmarszell-Niederstaufen – Sigmarszell-Umgangs - Opfenbach-Ruhlands - in Opfenbach |
| St 2003  | (L 321 in Baden-Württemberg) – Landesgrenze – Hergatz-Handwerks – Hergatz-Staudachmühle – Hergatz-Staudach – in Hergatz-Grod |
| St 2004  | in Oberreute-Langenried – Oberreute – Oberreute-Stadels - Oberreute-Schönebühl - Oberreute-Vorderschweinhöf – Oberreute-Hinterschweinhöf – Staatsgrenze – ( in Vorarlberg, Österreich) |
| St 2005  | St 2001 in Stiefenhofen-Harbatshofen – Stiefenhofen-Holzleute – Stiefenhofen – Stiefenhofen-Müllhaus – Stiefenhofen-Wolfsried – Oberstaufen-Buflings – Oberstaufen-Kalzhofen – Oberstaufen-Wengen – in Oberstaufen – Oberstaufen-Malas - Oberstaufen-Weißach – Oberstaufen-Höfen – Oberstaufen-Steinebach – Oberstaufen-Heumoos – Oberstaufen-Krebs – Oberstaufen-Hütten - Oberstaufen-Aach i. Allgäu – Staatsgrenze – ( in Vorarlberg, Österreich) |
| St 2006  | St 2001 in Weitnau-Sibratshofen – Weitnau-Im Kreuztal – Missen-Wilhams-Unterwilhams – Missen-Wilhams-Missen – Missen-Wilhams-Am Steinbruch - Missen-Wilhams-Unterstixner – Missen-Wilhams-Oberstixner – Immenstadt i. Allgäu-Luitharz - Immenstadt i. Allgäu-Zaumberg - Immenstadt i. Allgäu-Hub – in Immenstadt i. Allgäu – … – / in Immenstadt i. Allgäu-Rauhenzell – St 2007 in Rettenberg-Goimoosmühle |
| St 2007  | in Sonthofen – Burgberg i. Allgäu-Erzflöße - Burgberg i. Allgäu – Burgberg i. Allgäu-Agathazell – St 2006 in Rettenberg-Goimoosmühle – Rettenberg-Altach - Rettenberg – Rettenberg-Kranzegg – Rettenberg-Adelharz - Rettenberg-Hiemersberg - Wertach-Brosisellegg - Wertach - Wertach-Bichel - in Wertach-Enthalb der Ach |
| St 2008  | in Marktoberdorf-Im Gschlatt – Marktoberdorf-Kohlhunden – Marktoberdorf-Kühemoos – Marktoberdorf-Balteratsried – Lengenwang-Sigratsbold – Lengenwang-Bethlehem – Lengenwang – Lengenwang-Hennenschwang – Seeg-Engelbolz – Seeg-Hochstraß – Seeg-Rothelebuch – Seeg - Seeg-Amberg – Seeg-Straß – Seeg-Enzenstetten – Eisenberg-Weizern – Eisenberg-Osterreuten – Hopferau – Hopferau-Schraden – Hopferau-Am Schorendorf - Füssen-Hopfen a. See – Füssen-Fischerbichl - Füssen-Eschach – in Füssen – Schwangau-Alterschrofen – St 2016 in Schwangau-Hohenschwangau |
| St 2009  | in Memmingen – St 2013 in Memmingen-Gewerbegebiet Nordost/Memmingen-Kalkerfeld – St 2031 in Memmingen-Baltensiedlung/Memmingen-Gewerbegebiet Nordost/Memmingen-Kalkerfeld/Memmingen-Musikerviertel – Memmingen-Gewerbegebiet Ost - St 2013 in Memmingen - St 2031 in Memmingen-Gewerbegebiet Südost - Memmingen-Hühnerberg - Memmingen-Hart – Buxheim-Westerhart - Memmingen-Volkratshofen – Memmingen-Ferthofen – Landesgrenze – (L 2009 in Baden-Württemberg) – Landesgrenze – Lautrach-Schnall – Lautrach-Neuwelt – Lautrach-Illermühle – Lautrach – Lautrach-Mückental/Legau-Mückental - Legau-Hummels - Legau – Legau-Unterlandholz - Legau-Oberlandholz – Legau-Aigholz – Altusried-Bischlagers - Altusried-Weitenau – St 1308 in Altusried-Kimratshofen – Altusried-Mittelberg - Altusried-Binzen – Altusried-Figlers - Altusried – Altusried-Bergs - Altusried-Isel - Altusried-Stockers - St 2377 in Altusried-Krugzell – Altusried-Gries - Altusried-Burg - Kempten (Allgäu)-Wies - Kempten (Allgäu)-Schlatt – Kempten (Allgäu)-Hirschdorf – Kempten (Allgäu)-Hinterbach – Kempten (Allgäu)-Zollhaus – Kempten (Allgäu)-Härtnagel – Kempten (Allgäu)-Stiftsbleiche – Kempten (Allgäu)-Breiten – Kempten (Allgäu)-Auf der Halde – St 2055 in Kempten (Allgäu)-Lotterberg |
| St 2011  | in Erkheim – Erkheim-Schlegelsberg – Sontheim-Attenhausen – Ottobeuren-Stephansried - Ottobeuren-Dennenberg – Ottobeuren-Wetzlins – Ottobeuren-Langenberg – St 2013 in Ottobeuren – Ottobeuren-Eldern – Ottobeuren-Reuthen – Ottobeuren-Bibelsberg - Böhen-Nollen - Böhen-Kuttern – Böhen-Unterwaldmühle - Böhen-Oberwaldmühle - Böhen-Wies - Untrasried-Schwantele - Untrasried-Siggenhorn - Untrasried-Hopferbach – Untrasried-Schellenberg - Untrasried-Unterniederwang - Untrasried-Oberniederwang - St 2377 – Untrasried-Höllbauer - Untrasried - Untrasried-Ostenried |
| St 2012  | St 2013 in Markt Rettenbach – Markt Rettenbach-Engetried – Markt Rettenbach-Hochreutte - Markt Rettenbach-Rohrhof – Markt Rettenbach-Letten/Ronsberg-Letten – Ronsberg-Hieber - Ronsberg – Obergünzburg-Seesen - St 2055 in Obergünzburg – St 2377 in Obergünzburg – Günzach-Rohr – Günzach – Günzach-Autenried – Günzach-Albrechts – Unterthingau-Schotten - Unterthingau-Kipfenberg - Kraftisried-Westerried – Kraftisried-Luitzenmühle |
| St 2013  | (L 2013 in Baden-Württemberg) – Landesgrenze – Memmingen-Egelsee – Memmingen-Steigmühle – St 2031 in Memmingen-Steinheim – Memmingen-Amendingen – Memmingen-Industriegebiet Nord - St 2031 in Memmingen – Memmingen-Gewerbegebiet Schlachthofstraße - St 2009 in Memmingen-Baltensiedlung/Memmingen-Gewerbegebiet Nordost/Memmingen-Kalkerfeld/Memmingen-Musikerviertel – Benningen-Hammerschmiede - Benningen-Auf dem Berg - Benningen-Auf dem Kellerberg - St 2011 in Ottobeuren – Ottobeuren-Guggenberg – Ottobeuren-Unterbetzisried – Ottobeuren-Betzisried - Ottobeuren-Gut – Ottobeuren-Eheim – St 2012 in Markt Rettenbach – Markt Rettenbach-Lannenberg – Markt Rettenbach-Eutenhausen – Markt Rettenbach-Mussenhausen – Stetten-Erisried – in Stetten – /St 2037 – St 2518 in Mindelheim-Oberauerbach |
| St 2014  | St 2055 in Kaufbeuren-Am Leinauer Hang – Mauerstetten – Stöttwang-Ziegelstadel - Stöttwang-Hochreute - Stöttwang-Thalhofen – Stöttwang – St 2035 in Osterzell – Osterzell-Oberzell – Osterzell-Stocken – Bezirksgrenze – (St 2014 in Oberbayern) |
| St 2015  | St 2027 in Hiltenfingen – Hiltenfingen-Goldene Weide - Ettringen-Ostettringen – Türkheim-Alte Ziegelei – St 2025 in Türkheim – St 2518 in Türkheim-Bahnhof – Bad Wörishofen-Unteres Hart – Bad Wörishofen-Gartenstadt – Bad Wörishofen-Oberes Hart – Bad Wörishofen-Schlingen – in Pforzen |
| St 2016  | – Schwangau-St. Coloman – St 2008 in Schwangau-Hohenschwangau |
| St 2017  | St 2031 – Osterberg-Weiler – /St 2020 in Babenhausen – in Babenhausen - Kirchhaslach – Kirchhaslach-Hörlis – Kirchhaslach-Halden – Breitenbrunn-Steinbach - Breitenbrunn – in Pfaffenhausen-Schöneberg |
| St 2018  | (L 1268 in Baden-Württemberg) – Landesgrenze – St 2031 in Illertissen-Jedesheim – in Illertissen – Illertissen-Tannenhärtle - Buch - St 2020 in Buch-Obenhausen – Buch-Ebersbach – Buch-Nordholz – Buch-Rennertshofen – Buch-Bergwiese - Breitenthal – Breitenthal-Nattenhausen – in Krumbach (Schwaben) |
| St 2019  | (L 2019 in Baden-Württemberg) – Landesgrenze – Senden-Ay a. d. Iller – St 2031 in Senden – St 2031 in Senden-Wullenstetten – St 2029 in Senden-Witzighausen – Senden-Weißenhorner Steige - St 2020 in Weißenhorn – St 2022 in Weißenhorn – St 2020 in Weißenhorn-Grafertshofen – Roggenburg-Biberach – Roggenburg – Roggenburg-Ingstetten – Breitenthal-Glaserhof - Deisenhausen-Kiesberg – Deisenhausen – in Krumbach (Schwaben) |
| St 2020  | in Günzburg-Reisensburg – Günzburg - Bubesheim – Bibertal-Schneckenhofen – St 2023 in Bibertal-Großkissendorf/Bibertal-Kissendorf/Bibertal-Kleinkissendorf – St 2023 in Bibertal-Kleinkissendorf - Pfaffenhofen a. d. Roth-Raunertshofen – St 2021 in Pfaffenhofen a. d. Roth – Pfaffenhofen a. d. Roth-Diepertshofen – Weißenhorn-Attenhofen – Weißenhorn-Hegelhofen – St 2019 in Weißenhorn – St 2022 in Weißenhorn – St 2019 in Weißenhorn-Grafertshofen – Weißenhorn-Bubenhausen – Buch-Gannertshofen – St 2018 in Buch-Obenhausen – Buch – Unterroth bei Illertissen – Oberroth bei Illertissen – (Abzweig zur /St 2017 in Babenhausen) - in Babenhausen – Babenhausen-Klosterbeuren – Egg a. d. Günz-Engishausen – Egg a. d. Günz – Lauben – Westerheim-Rummeltshausen – Westerheim-Im Althardt - in Ungerhausen-Ungerhausen-Bahnhof |
| St 2021  | (L 1171 in Baden-Württemberg) – Landesgrenze – Elchingen-Unterelchingen – Elchingen-Oberelchingen - Nersingen-Leibi – St 2509 in Nersingen – St 2023 in Nersingen-Straß – Nersingen-Lohhof - Pfaffenhofen a. d. Roth-Kadeltshofen – Pfaffenhofen a. d. Roth-Berg – St 2020 in Pfaffenhofen a. d. Roth – Roth – Holzheim – Neu-UlmFinningen – Neu-Ulm-Birkhof - in Neu-Ulm-Breitenhof/Neu-Ulm-Schwaighofen – … – (Abzweig zur / in Neu-Ulm-Schwaighofen – Neu-Ulm-Vorfeld - Neu-Ulm-Elefantensiedlung - St 2023 in Neu-Ulm-Stadtmitte - Neu-Ulm-Gänstorbrücke – Landesgrenze – (L 2021 in Baden-Württemberg)) |
| St 2022  | St 2019/St 2020 in Weißenhorn – Weißenhorn-Oberhausen – Weißenhorn-Wallenhausen – Pfaffenhofen a. d. Roth-Biberberg – Ichenhausen-Autenried – St 2023 in Ichenhausen-Oxenbronn |
| St 2023  | St 2021 in Neu-Ulm-Stadtmitte – Neu-Ulm-Offenhausen – Neu-Ulm-Pfuhl – in Neu-Ulm-Burlafingen – St 2509 in Nersingen – St 2021 in Nersingen-Straß – Bibertal-Kiesgrubäcker - Bibertal-Silheim – St 2020 in Bibertal-Großkissendorf/Bibertal-Kissendorf/Bibertal-Kleinkissendorf – St 2020 in Bibertal-Kleinkissendorf – Ichenhausen-Rieden a. d. Kötz – St 2022 in Ichenhausen-Oxenbronn – Ichenhausen-Zwischen den Brücken - in Ichenhausen – Kammeltal-Grünhöfe – St 2024 in Kammeltal-Ettenbeuren – St 2024 in Neuburg a. d. Kammel-Langenhaslach – Neuburg a. d. Kammel-Edelstetten – in Thannhausen |
| St 2024  | St 2028 – Rettenbach-Remshart – St 2510 in Burgau-Unterknöringen – Kammeltal-Kleinbeuren – Kammeltal-Wettenhausen - St 2023 in Kammeltal-Ettenbeuren – Kammeltal-Egenhofen – Kammeltal-Ried – Neuburg a. d. Kammel-Naichen – St 2023 in Neuburg a. d. Kammel-Langenhaslach – Neuburg a. d. Kammel – Krumbach (Schwaben)-Hirschfelden – Krumbach (Schwaben)-Billenhausen – / in Krumbach (Schwaben)-Hürben |
| St 2025  | St 1082 – Bachhagel-Oberbechingen – Haunsheim-Unterbechingen – Haunsheim – Lauingen-Veitriedhausen – in Lauingen – Lauingen-Donauvorstadt - Lauingen-Obere Haidhofsiedlung - St 2028 in Gundremmingen – Gundremmingen-Am Hirschbach - St 2028 in Offingen-Schnuttenbach – Dürrlauingen-Mindelaltheim – Haldenwang-Mehrenstetten – Haldenwang-Konzenberg – Haldenwang – St 2510 in Röfingen – Gut Unterwaldbach – in Jettingen-Scheppach-Scheppach – Jettingen-Scheppach-Jettingen – Jettingen-Scheppach-Eberstall - Burtenbach-Oberwaldbach - Burtenbach - Münsterhausen – in Thannhausen – Thannhausen-Nettershausen – Thannhausen-Zur Mühle - Thannhausen-Burg – St 2525 in Balzhausen-Am Leihwegfeld – Balzhausen - Balzhausen-Am Laubberg - Balzhausen-Kirrberg – Eppishausen-Haselbach - Kirchheim i. Schw.-Tiefenried – St 2037 in Kirchheim i. Schw.-Derndorf – Kirchheim i. Schw. – Kirchheim i. Schw.-Spöck – Kirchheim i. Schw.-Leitenfeld - Eppishausen-Mörgen – St 2026 in Tussenhausen-Zaisertshofen – Tussenhausen – St 2015 in Türkheim |
| St 2026  | in Gessertshausen – Gessertshausen-Kraus - Gessertshausen-Freifeld - Gessertshausen-Margertshausen – Fischach – Fischach-Lehnersberg - Fischach-Elmischwang - Fischach-Wollmetshofen – Langenneufnach – Walkertshofen-Gumpenweiler - Walkertshofen – Walkertshofen-Reute - Walkertshofen-Reute - Mittelneufnach-Reichertshofen – St 2027 in Mittelneufnach – Markt Wald-Oberneufnach – Markt Wald-Anhofen – Markt Wald – Markt Wald-Funkstation - Markt Wald-Ziegelei - Tussenhausen-Ziegelstadel – St 2025 in Tussenhausen-Zaisertshofen – (Abzweig zur in Salgen-Hausen) – in Salgen-Hausen |
| St 2027  | (St 2027 in Oberbayern) – Bezirksgrenze – Rain-Gempfing – Rain-Überacker - St 2047n in Rain-Mittelstetten – St 2047 in Rain – Oberndorf a. Lech – Mertingen-Im Schmutterfeld - Mertingen – Buttenwiesen-Stadelhof - Buttenwiesen-Lauterbach – Buttenwiesen-Feldbach - Buttenwiesen – Buttenwiesen-Hinterried - St 2382 in Buttenwiesen-Frauenstetten – Wertingen-Reatshofen – Wertingen-Gottmannshofen – St 2033 in Wertingen – Wertingen-Roggden – Zusamaltheim – Ziegelei - Zusamaltheim-Sontheim – Villenbach-Wiesmühle - Villenbach – Villenbach-Hausen – St 2032 in Altenmünster-Zusamzell – St 2032 in Altenmünster-Hennhofen/Altenmünster-Hochfeld – Altenmünster-Zusamleite - Altenmünster – Altenmünster-Unterschöneberg – Zusmarshausen-Wörleschwang – /St 2510 in Zusmarshausen-Am Wasserberg – St 2510 in Zusmarshausen-Am Wasserberg - Zusmarshausen – Zusmarshausen-Steinekirch – Dinkelscherben-Fleinhausen - Dinkelscherben-Elmischwang - Dinkelscherben – Dinkelscherben-Oberschöneberg - in Ziemetshausen-Uttenhofen – in Ziemetshausen-Muttershofen – Ziemetshausen-Roppeltshausen – Aichen-Nachstetten – St 2525 – Aichen-Am Felber - Aichen-Memmenhausen – Aichen-Ruhfelden – Aichen – Aichen-Obergessertshausen – Eppishausen-Weißenhof – Eppishausen-Könghausen – St 2026 in Mittelneufnach – Scherstetten - Ettringen-Forsthofen – Ettringen-Höfen – St 2015 in Hiltenfingen – St 2035 in Schwabmünchen – Schwabmünchen-Mittelstetten – Langerringen-Unterer Riedweiler - Untermeitingen – in Untermeitingen-Lagerlechfeld/Untermeitingen-Nebenerwerbssiedlung – in Klosterlechfeld-Am Wäldle - Bezirksgrenze – (St 2027 in Oberbayern) |
| St 2028  | St 2510 in Günzburg – Rettenbach - St 2024 – Offingen – St 2025 in Offingen-Schnuttenbach – St 2025 in Gundremmingen – Aislingen – Glött-Breitwiesmühle - Holzheim-Weisingen – St 2032 in Holzheim – Holzheim-Eppisburg – Zusamaltheim-Ried – St 2033 in Binswangen |
| St 2029  | /St 2021 in Neu-Ulm-Schwaighofen – Neu-Ulm-Schlüsselhof - Neu-Ulm-Reutti – Neu-Ulm-Holzschwang – Senden-Hittistetten – St 2019 in Senden-Witzighausen |
| St 2030  | St 2032 – Dillingen a. d. Donau-Nordfelderhof – Dillingen a. d. Donau-Fristingen - Dillingen a. d. Donau-Kicklingen – St 2033 in Binswangen |
| St 2031  | in Neu-Ulm-Wiley-Süd – Neu-Ulm-Ludwigsfeld – Neu-Ulm-Harzerhof - Neu-Ulm-Gerlenhofen – in Senden-Ay a. d. Iller – St 2019 in Senden – St 2019 in Senden-Wullenstetten - Vöhringen – Bellenberg – Illertissen-Aumühle - Illertissen – St 2018 in Illertissen-Jedesheim – Illertissen-Ölmühle - Altenstadt-Hammerschmiede - Altenstadt-Untereichen – in Altenstadt-Filzingen – St 1299 in Kellmünz a. d. Iller – Boos-Pleß – Fellheim – in Heimertingen – St 2013 in Memmingen-Steinheim – St 2013 in Memmingen – Memmingen-Dichterviertel - St 2009 in Memmingen-Gewerbegebiet Südost - Memmingen-Neubruch - in Memmingen-Gewerbegebiet Süd/Memmingen-Im Dickenreis |
| St 2032  | (L 2033 in Baden-Württemberg) – Landesgrenze – Ziertheim-Im Ried - Ziertheim-Dattenhausen - Ziertheim – Wittislingen – Wittislingen-Zöschlingsweiler – Wittislingen-Schabringen – Dillingen a. d. Donau-Hausen - Dillingen a. d. Donau – St 2030 – Dillingen a. d. Donau - Dillingen a. d. Donau-Nusser-Alm - Holzheim-Rossau - St 2028 in Holzheim – Holzheim-Ellerbach – Holzheim-Fultenbach – St 2027 in Altenmünster-Zusamzell – St 2027 in Altenmünster-Hennhofen/Altenmünster-Hochfeld - St 2034 in Welden-Griblhof – Welden – in Adelsried – Aystetten – Neusäß-Hammel – Neusäß – Augsburg-Bärenkeller - in Augsburg-Kriegshaber |
| St 2033  | in Höchstädt a. d. Donau – Dillingen a. d. Donau-Riedschreinerhof - St 2030 in Binswangen – St 2028 in Binswangen – St 2027 in Wertingen – St 2036 in Wertingen – St 2027 in Wertingen – Wertingen-Gottmannshofen - Wertingen-Bliensbach - Wertingen-Rieblingen - Biberbach-Wochenendsiedlung - |
| St 2034  | St 2036 in Emersacker – St 2032 in Welden-Griblhof |
| St 2035  | (St 2035 in Oberbayern) – Bezirksgrenze – St 2045 in Pöttmes – Pöttmes-Wagesenberg – Pöttmes-Handzell – Pöttmes-Siegersberg - Pöttmes-Gundelsdorf – St 2047 – Petersdorf - Aindling-Weichenberg - Affing-Katzenthal - Affing - Affing-Iglbach – Affing-Aulzhausen – Affing-Bergen – St 2381 in Affing-Mühlhausen – Affing-Ludwigshof - St 2381 in Augsburg-Flughafen - / in Augsburg-Ost – … – / in Augsburg-Göggingen – Augsburg-Inningen – Bobingen – St 2380 – Wehringen – Großaitingen – Schwabmünchen-Mittelstetten – Schwabmünchen – St 2027 – Langerringen-Unterer Riedweiler - Langerringen – Langerringen-Westerringen – Langerringen-Falkenberg - Lamerdingen – Lamerdingen-Dillishausen – Buchloe – Buchloe-Lindenberg – in Jengen – Jengen-Wiesmühle - Jengen-Ummenhofen – Jengen-Eurishofen – Oberostendorf-Unterostendorf – St 2055 in Oberostendorf – Kaltental-Blonhofen – Kaltental-Aufkirch – Kaltental-Helmishofen – Kaltental-Frankenhofen – St 2014 in Osterzell |
| St 2036  | St 2033 in Wertingen – Wertingen-Geratshofen – Laugna – Laugna-Aussiedlerhof - Laugna-Bocksberg – Laugna-Kaag - Laugna-Hinterbuch - Emersacker – St 2034 – Heretsried-Lauterbrunn – Heretsried – Gersthofen-Peterhof - Gablingen-Holzhausen – Gersthofen-Batzenhofen – Gersthofen-Hirblingen – in Gersthofen – in Augsburg-Bärenkeller/Augsburg-Oberhausen – in Augsburg-Bärenkeller/Augsburg-Innenstadt |
| St 2037  | St 2025 in Kirchheim i. Schw.-Derndorf – Kirchheim i. Schwaben-Eschenlohe - Kirchheim i. Schwaben - Salgen-Bronnerlehe – in Pfaffenhausen – Weilbach – Oberrieden-Unterrieden – Oberrieden-Mittelrieden – Kammlach-Unterkammlach – St 2518 in Kammlach-Oberkammlach – |
| St 2045  | in Westendorf – Meitingen-Waltershofen – Thierhaupten-Gemeindewald - St 2381 in Thierhaupten – Baar (Schwaben)-Kellerbreite - St 2047 in Baar (Schwaben) – Pöttmes-Wiesenbach – Pöttmes-Kühnhausen – St 2035 in Pöttmes – St 2049 in Pöttmes – Pöttmes-Neumühle - Pöttmes-Holzgraf - Pöttmes-Grimolzhausen – Bezirksgrenze – (St 2045 in Oberbayern) |
| St 2047  | (St 2047 in Oberbayern) – Bezirksgrenze – St 2215 in Marxheim – Marxheim-Bruck - Niederschönenfeld - /St 2047n in Rain-Gärtnersiedlung – Rain-Hammerlmühle - St 2027 in Rain – St 2047n in Rain-Kittelmüllerberg – St 2381 in Münster-Gut Sulz – Holzheim – St 2045 in Baar (Schwaben) – Pöttmes-Osterzhausen – Petersdorf-Eichnerhof - St 2035 – Petersdorf-Gebersdorf – Hollenbach-Mainbach – Hollenbach-Motzenhofen – Aichach-Aussiedlerhof – Aichach-Oberbernbach – Aichach-Algertshausen - Aichach – Aichach-Ecknach - in Aichach-Eitershofen – St 2338 in Aichach-Klingen – Bezirksgrenze – (St 2047 in Oberbayern) |
| St 2047n | /St 2047 in Rain-Gärtnersiedlung – St 2027 in Rain-Mittelstetten – St 2047 in Rain-Kittelmüllerberg |
| St 2049  | St 2045 in Pöttmes – Bezirksgrenze – (St 2049 in Oberbayern) |
| St 2051  | in Friedberg – St 2379 – Friedberg-Hügelshart – Friedberg-Gagers - Friedberg-Rinnenthal – Eurasburg (Schwaben)-Rehrosbach – Eurasburg (Schwaben) – Eurasburg (Schwaben)-Am Schmidberg - Eurasburg (Schwaben)-Hergertswiesen – St 2338 in Eurasburg (Schwaben)-Freienried – Bezirksgrenze – (St 2051 in Oberbayern) |
| St 2052  | (St 2052 in Oberbayern) – Bezirksgrenze – Ried-Zillenberg – St 2379 in Ried – Ried-Hörmannsberg – in Mering-Sankt Afra – in Merching – Steindorf-Putzmühle - Bezirksgrenze – (St 2052 in Oberbayern) |
| St 2055  | – Landesgrenze - (L 2055 in Baden-Württemberg) - Landesgrenze - Weitnau-Nellenbruck – Weitnau-Letz - Weitnau-Spitalhof - Weitnau-Untereinöden – Weitnau-Hungerbach - Weitnau-Wengen – Weitnau-Schmiedberg - Weitnau-Säge - Weitnau-Wengermühle - Weitnau-Riedbruck - Buchenberg-Tobelsäge - Buchenberg-Wenk - Buchenberg-Kenels - Buchenberg-Schwarzerd – Buchenberg-Klamm - Buchenberg – Buchenberg-Warthausen - Buchenberg-Gablers – Buchenberg-Riefen – Buchenberg-Unterhalden – Buchenberg-Stockach – St 2376 in Kempten (Allgäu)-Rothkreuz – Kempten (Allgäu)-Stiftallmey – Kempten (Allgäu)-Steufzgen – Kempten (Allgäu)-Ellharten – Kempten (Allgäu)-Haubenschloß – St 2009 in Kempten (Allgäu)-Lotterberg – / in Kempten (Allgäu)-Auf dem Lindenberg – in Kempten (Allgäu)-Felben/Kempten (Allgäu)-Ursulasried – Kempten (Allgäu)-Leubas – Haldenwang-Stielings/Lauben-Stielings – Haldenwang-Staudach - Haldenwang-Börwang – Haldenwang-Bocksberg - Haldenwang-Unkraut - Haldenwang-Berg - Untrasried-Waizenried – St 2011 – Günzach-Immenthal – Obergünzburg-Riedfeld - Obergünzburg-Hagenmoos - St 2012 in Obergünzburg – Obergünzburg-Wegmacher – Obergünzburg-Galger - Obergünzburg-Glaser - Obergünzburg-Ebersbach – Obergünzburg-Barteler - Obergünzburg-Hauprechts - Obergünzburg-Kasperle – Obergünzburg-Kriessmer - Friesenried-Weite - Friesenried-Allersberg - Friesenried – Friesenried-Brandeln – Kaufbeuren-Eichwald - Kaufbeuren-Oberbeuren – Kaufbeuren-Kronenberg – Kaufbeuren-Kesselberg - in Kaufbeuren-Altstadt - in Kaufbeuren-Altstadt/Kaufbeuren-Forettle – St 2014 in Kaufbeuren-Am Leinauer Hang – in Kaufbeuren-Am Leinauer Hang – Germaringen-Obergermaringen – Westendorf-Im Hart - Westendorf – St 2035 in Oberostendorf – Oberostendorf-Lengenfeld – Bezirksgrenze – (St 2055 in Oberbayern) |
| St 2059  | – Roßhaupten-Lusse – Roßhaupten-Sameister – Lechbruck a. See-Forsthof - Lechbruck a. See-Reuthen - Lechbruck a. See-Geisenmoos - Lechbruck a. See – Bezirksgrenze – (St 2059 in Oberbayern) |
| St 2212  | in Nördlingen – Reimlingen - Hohenaltheim-Schellenhof - Hohenaltheim – Bissingen-Hochdorf – Bissingen-Thalheim – Bissingen-Diemantstein – Lutzingen-Unterliezheim - Lutzingen-Eichbergerhof - Lutzingen - St 1171 in Höchstädt a. d. Donau - in Höchstädt a. d. Donau |
| St 2213  | / in Nördlingen – Deiningen – Wechingen-Am Schlag - St 2221 in Wechingen-Fessenheim – Wemding-Zum Wildbad - St 2214 in Wemding |
| St 2214  | in Fremdingen-Bruckfeld – Fremdingen - Fremdingen-Hochaltingen – Ehingen a. Ries-Belzheim – Ehingen a. Ries – in Oettingen i. Bay. – in Hainsfarth – Megesheim – Megesheim-Lerchenbühl - Bezirksgrenze – (St 2214 in Mittelfranken) – Bezirksgrenze – Wemding-Amerbach – Wemding-Wallfahrt - St 2213 in Wemding – St 2384 in Wemding – Fünfstetten-Nußbühl - in Monheim – Monheim-Warching - Tagmersheim-Blossenau – Tagmersheim-Siedlerhöfe - Bezirksgrenze – (St 2214 in Oberbayern) |
| St 2215  | Donauwörth-Nordheim – Donauwörth – Donauwörth-Zirgesheim – Donauwörth-Schweizerhof - Kaisheim-Altisheim – Kaisheim-Leitheim – Marxheim-Graisbach - Marxheim-Lechsend – St 2047 in Marxheim |
| St 2216  | in Hainsfarth – Hainsfarth-Kreuzhof - Hainsfarth-Steinhart – Bezirksgrenze – (St 2216 in Mittelfranken) |
| St 2221  | (St 2221 in Mittelfranken) – Bezirksgrenze – Auhausen-Bühlhof - Auhausen – Hainsfarth-Aumühle - in Oettingen i. Bay. – Munningen - Munningen-Faulenmühle - Wechingen – Wechingen-Holzkirchen – St 2213 in Wechingen-Fessenheim – Alerheim – Alerheim-Breiten - in Möttingen – Mönchsdeggingen-Ziswingen – Mönchsdeggingen – Mönchsdeggingen-Untermagerbein – Bissingen-Burgmagerbein – Bissingen – Bissingen-Am Mühlberg - Bissingen-Kesselostheim – Tapfheim-Oppertshofen – Tapfheim-Brachstadt – Tapfheim-Am Schmidbach - in Tapfheim-Erlingshofen |
| St 2338  | St 2047 in Aichach-Klingen – Aichach-Blumenthal - Aichach-Gansbach – Sielenbach – Sielenbach-Morabach – Sielenbach-Tödtenried – Adelzhausen-Irschenhofen – Adelzhausen-Heretshausen - Adelzhausen – in Adelzhausen-Sankt Salvator – Eurasburg (Schwaben)-Große Breiten - Eurasburg (Schwaben)-Freienried - St 2051 |
| St 2373  | – Wertach-Reuterwanne - Staatsgrenze – ( in Tirol, Österreich) |
| St 2374  | (L 2374 in Baden-Württemberg) – Landesgrenze – Lindau (Bodensee)-Lattenweiler - Lindau (Bodensee)-Oberreitnau – Lindau (Bodensee)-Paradies - – St 2375 in Lindau (Bodensee)-Schönau |
| St 2375  | (L 331 in Baden-Württemberg) – Landesgrenze – Lindau (Bodensee)-Hörbolzmühle – Lindau (Bodensee)-Dürren – Lindau (Bodensee)-Eggatsweiler – Lindau (Bodensee)-Hangnach – Lindau (Bodensee)-Dachsberg - St 2374 in Lindau (Bodensee)-Schönau – Lindau (Bodensee)-Hoyren – Lindau (Bodensee)-Aeschach |
| St 2376  | (L 319 in Baden-Württemberg) – Landesgrenze – Buchenberg-Häfeliswald – Wiggensbach-Unterkürnach - Wiggensbach-Oberkürnach – Wiggensbach-Blockhäusl - Wiggensbach-Wegscheidel – Buchenberg-Wagenbühl – Buchenberg-Hölzlers - Buchenberg-Ahegg – Rottachmühle – St 2055 in Kempten (Allgäu)-Rothkreuz |
| St 2377  | St 2009 in Altusried-Krugzell – Altusried-Schwarzenbach - Dietmannsried-Im G'fäll - Dietmannsried-Atzenberg - Dietmannsried - in Dietmannsried-Steinriesel – in Dietmannsried-Kusters - Dietmannsried-Überbach – Dietmannsried-Ölmühle - Dietmannsried-Rauhmühle – Dietmannsried-Probstried – Haldenwang-Pfaffenhofen – St 2011 in Untrasried-Oberniederwang - ... – St 2011 – Günzach-Immenthal – Obergünzburg-Riedfeld - Obergünzburg-Hagenmoos - St 2012 in Obergünzburg |
| St 2378  | ( in Vorarlberg, Österreich) – Staatsgrenze – Scheidegg-Diethen - St 2386 in Scheidegg – in Scheidegg – in Lindenberg i. Allgäu – St 2383 in Lindenberg i. Allgäu – Lindenberg i. Allgäu-Goßholz – Heimenkirch-Geigersthal - in Heimenkirch-Riedhirsch – St 2001 in Heimenkirch-Dreiheiligen – St 2001 in Röthenbach im Allgäu-Steinegaden – Röthenbach im Allgäu-Giesenberg - Gestratz-Zwirkenberg – Gestratz-Altenburg - Gestratz - Gestratz-Brugg – Gestratz-Dorenwaid – Landesgrenze – (L 2378 in Baden-Württemberg) |
| St 2379  | St 2051 – Friedberg-Rederzhausen – Friedberg-Ottmaring – Bachern – Ried-Tannenhof - St 2052 in Ried |
| St 2380  | St 2035 – Bobingen – in Königsbrunn – Mering-Friedenau - in Mering |
| St 2381  | St 2047 in Münster-Gut Sulz – Münster – Thierhaupten-Königsbrunn – St 2045 in Thierhaupten – Todtenweis-Bach – Todtenweis-Sand – Rehling-Unterach – Rehling-Oberach – Rehling-Sägmühl – Rehling-Au - Affing-Anwalting - St 2035 in Affing-Mühlhausen – St 2035 in Augsburg-Sieben Häusle - in Gersthofen |
| St 2382  | St 2027 in Buttenwiesen-Frauenstetten – Wertingen-Hohenreichen – Wertingen-Possenried - Meitingen-Langenreichen – Meitingen-Langenreichermühle - in Meitingen |
| St 2383  | in Opfenbach-Mellatz – Lindenberg i. Allgäu-Ratzenberg – St 2378 in Lindenberg i. Allgäu (Abzweig zur St 2378 in Lindenberg i. Allgäu) – in Lindenberg i. Allgäu |
| St 2384  | St 2214 in Wemding – Huisheim-Untermühle - Huisheim-Mittelmühle - Huisheim-Obermühle - Huisheim-Gosheim – Huisheim – Huisheim-Wirtshof - Harburg (Schwaben)-Ronheim – in Harburg (Schwaben) |
| St 2386  | St 2378 in Scheidegg – Scheidegg-Brand - Scheidegg-Forst - Scheidegg-Denzenmühle - Scheidegg-Lindenau – Scheidegg-Scheffau – St 2001 in Scheidegg-Neuhaus |
| St 2509  | in Neu-Ulm-Burlafingen – St 2021 in Nersingen – Nersingen-Oberfahlheim – Nersingen-Unterfahlheim – in Leipheim |
| St 2510  | in Günzburg – St 2028 in Günzburg – Günzburg-Nornheim – Günzburg-Leinheim – Burgau-Großanhausen – St 2024 in Burgau-Unterknöringen – Burgau-Oberknöringen – Burgau – St 2025 in Röfingen – Röfingen-Roßhaupten – Landensberg-Glöttweng – Landensberg – Zusmarshausen-Friedensdorf – /St 2027 in Zusmarshausen-Am Wasserberg – Zusmarshausen – Zusmarshausen-Am Kreutbrünnle - Horgau-Herpfenried – Horgau-Auerbach – Horgau – Horgau-Horgauergreut - Diedorf-Biburg – Diedorf-Kreppen – in Neusäß-Vogelsang |
| St 2513  | (jetzt MN 23) St 2518 in Bad Wörishofen-Im Hartfeld – St 2015 in Bad Wörishofen-Unteres Hart |
| St 2518  | St 2037 in Kammlach-Oberkammlach – St 2013 in Mindelheim-Oberauerbach – Mindelheim-Weihermühle – Mindelheim-Sankt Georgenberg - in Mindelheim – Mindelheim-Gutshof Dömling – Bad Wörishofen-Im Hartfeld - Bad Wörishofen-Allgäu Skyline Park/Rammingen-Allgäu Skyline Park – St 2015 in Türkheim-Türkheim-Bahnhof |
| St 2520  | in Kempten-Auf dem Lindenberg – Kempten (Allgäu)-Sankt Mang - Durach-Straßösch/Kempten (Allgäu)-Straßösch - Durach-Miesenbach - Durach-Heberlings - Durach – Durach-Wenglings - Sulzberg-Eizisried - Sulzberg-Unterthannen - Sulzberg-Ried b. Sulzberg - Sulzberg-Sulzbrunn - Sulzberg-Schlechtenberg - Durach-Bodelsberg-Sulzberg-Bodelsberg – Sulzberg-Stellenmoos – Oy-Mittelberg-Oberzollhaus/Sulzberg-Oberzollhaus – Oy-Mittelberg-Wassermühle - / in Oy-Mittelberg-Fischersäge – in Oy-Mittelberg-Oy - Oy-Mittelberg-Dohle - Oy-Mittelberg-Bahnhof Maria Rain - Nesselwang-Gschwend - Nesselwang-Im Gern – Nesselwang-Im Brand - Nesselwang-Oberer Markt - Nesselwang-Mittlerer Markt - Nesselwang-Äußerer Markt - Nesselwang-Obere Wank - Nesselwang-Wank - Nesselwang-Voglen - Pfronten-Kappel - St 2521 in Pfronten-Weißbach – Pfronten-Berg – Pfronten-Ried – Pfronten-Heitlern – Pfronten-Dorf – Pfronten-Ösch – Pfronten-Steinach – Staatsgrenze – ( in Tirol, Österreich) |
| St 2521  | St 2520 in Pfronten-Weißbach – Pfronten-Kreuzegg – Füssen-Wiedmar – Füssen-Roßmoos – Füssen-Oberkirch – Füssen-Steigmühle – Füssen-See – Füssen-Weißensee – Füssen-Moos – Füssen-Niederried - / |
| St 2525  | St 2025 in Balzhausen – St 2027 |
| St 2527  | (jetzt St 2510) St 2027/St 2510 in Zusmarshausen-Am Wasserberg |